# 上町 (泉佐野市)
上町（うえまち）は、大阪府泉佐野市の地名。現行行政地名は上町一丁目から上町三丁目。住居表示は実施済み。

## 地理
泉佐野市の北東部に位置し、東に中庄、西に高松北と高松東、南に市場東、北に栄町と大宮町と旭町と接している。

## 歴史
1949年（昭和24）年4月1日、市政1周年事業により市内38区（旧佐野町29区、旧北中通村9区）の町名区画の改正が実施された。

その際、上地蔵町、旭町の一部が現在の町名、区域に改正され、現在に至る。

## 世帯数と人口
2020年（令和2年）4月30日現在（泉佐野市発表）の世帯数と人口は以下の通りである。
| 丁目       | 世帯数    | 人口    |
| ---------- | --------- | ------- |
| 上町一丁目 | 454世帯   | 941人   |
| 上町二丁目 | 486世帯   | 895人   |
| 上町三丁目 | 447世帯   | 749人   |
| 計         | 1,387世帯 | 2,585人 |

### 人口の変遷
国勢調査による人口の推移。
| 1995年（平成7年）  | 1,853人 | [ 7 ]  |  |
| 2000年（平成12年） | 1,880人 | [ 8 ]  |  |
| 2005年（平成17年） | 2,134人 | [ 9 ]  |  |
| 2010年（平成22年） | 2,195人 | [ 10 ] |  |
| 2015年（平成27年） | 2,474人 | [ 11 ] |  |

### 世帯数の変遷
1949年のものは市勢紀要による、1995年以降のものは国勢調査による世帯数の推移。
| 1995年（平成7年）  | 749世帯   | [ 7 ]  |  |
| 2000年（平成12年） | 801世帯   | [ 8 ]  |  |
| 2005年（平成17年） | 956世帯   | [ 9 ]  |  |
| 2010年（平成22年） | 1,061世帯 | [ 10 ] |  |
| 2015年（平成27年） | 1,284世帯 | [ 11 ] |  |

## 学区
市立小・中学校に通う場合、学区は以下の通りとなる（2020年5月時点）。
| 丁目       | 番・番地等 | 小学校               | 中学校               |
| ---------- | ---------- | -------------------- | -------------------- |
| 上町一丁目 | 全域       | 泉佐野市立第二小学校 | 泉佐野市立新池中学校 |
| 上町二丁目 | 全域       | 泉佐野市立第二小学校 | 泉佐野市立新池中学校 |
| 上町三丁目 | 全域       | 泉佐野市立第二小学校 | 泉佐野市立新池中学校 |

## 事業所
2016年（平成28年）現在の経済センサス調査による事業所数と従業員数は以下の通りである。
| 丁目       | 事業所数  | 従業員数 |
| ---------- | --------- | -------- |
| 上町一丁目 | 68事業所  | 906人    |
| 上町二丁目 | 46事業所  | 503人    |
| 上町三丁目 | 193事業所 | 1,580人  |
| 計         | 307事業所 | 2,989人  |

## 交通

### 鉄道
- 南海電気鉄道
  - 南海本線・空港線 泉佐野駅

### 道路
- 国道26号
- 大阪府道64号和歌山貝塚線
- 大阪府道247号土丸栄線
- 大阪府道249号泉佐野停車場線

## 施設
- 泉佐野警察署
- 泉佐野郵便局
- ハローワーク泉佐野[14]
- 三井住友銀行 佐野支店[15]
- 関西みらい銀行 佐野支店[16]

## 史跡・遺跡等
- 佐野王子跡
- 上町遺跡
- 上町東遺跡

## その他

### 日本郵便
- 郵便番号 : 598-0007[3]（集配局：泉佐野郵便局[17]）。